# Plovdiv (província)
Plovdiv (búlgaro: Пловдив) é um distrito da Bulgária. Sua capital é a cidade de Plovdiv.

## Municípios
| Nome               | População (censo 2001) |
| ------------------ | ---------------------- |
| Asenovgrad         | 67.238                 |
| Brezovo            | 8.837                  |
| Kaloyanovo         | 13.649                 |
| Karlovo            | 70.284                 |
| Laki               | 4.044                  |
| Maritsa (Bulgária) | 32.333                 |
| Plovdiv            | 338.302                |
| Părvomaj           | 31.160                 |
| Rakovski           | 28.383                 |
| Rodopi             | 40.815                 |
| Sadovo             | 16.786                 |
| Săedinenie         | 12.182                 |
| Hisarja            | 15.666                 |
| Kričim             | 8.535                  |
| Peruštica          | 5.387                  |
| Stambolijski       | 22.303                 |